# Pass (gmina)
Pass – dawna gmina wiejska istniejąca do 1954 roku w woj. warszawskim. Nazwa gminy pochodzi od wsi Pass, jednak siedzibą władz gminy za II RP było Błonie (które mieściło także siedzibę władz gminy Radzików, stanowiąc równocześnie odrębną gminę miejską), a po wojnie Piorunów.
W okresie międzywojennym gmina Pass należała do powiatu błońskiego w woj. warszawskim. Po wojnie gmina zachowała przynależność administracyjną. 12 marca 1948 roku zmieniono nazwę powiatu błońskiego na grodziskomazowiecki.
1 lipca 1952 roku: 
- gromady Basin, Cegłów, Gole, Izdebno Kościelne, Izdebno Nowe, Karolina, Murowaniec i Zabłotnia włączono do gminy Kaski w powiecie grodziskomazowieckim;
- gromady Stelmachowo i Trzciniec włączono do  gminy Szymanów w powiecie sochaczewskim w tymże województwie;
- pozostały obszar gminy Pass przeniesiono do nowo utworzonego powiatu pruszkowskiego w tymże województwie.

Według stanu z 1 lipca 1952 gmina Pass składała się z 26 gromad: Bieniewice, Bieniewo, Bieniewo parc., Boża Wola, Bramki Ludne, Bramki Ukazowe, Bronisławów, Brzezinki, Cholewy, Dębówka, Faszyce Nowe, Faszyce Stare, Gawartowa Wola, Górna Wieś, Konstantów, Łuszczewek Nowy, Łuszczewek Stary, Nowa Górna, Nowa Wieś, Osiek, Piorunów, Radonice, Rochaliki, Wawrzyszew, Wola Łuszczewska i Żaby. 
Gminę zniesiono 29 września 1954 roku wraz z reformą wprowadzającą gromady w miejsce gmin. Jednostki nie przywrócono 1 stycznia 1973 roku po reaktywowaniu gmin, natomiast w miejsce obszarów dawnych gmin Pass i Radzików powstała nowa gmina Błonie z siedzibą w Błoniu.